# 大叶山楝
大叶山楝（学名：Aphanamixis grandifolia）为楝科山楝属下的一个种。

## 扩展阅读
- 維基物種上的相關：大叶山楝